# Бенигна пароксизмална позициона вртоглавица
Бенигна пароксизмална позициона вртоглавица (БППВ) јадан је од најћешжих облик вртоглавице, која се јавља у око 30% особа са вртоглавицом, или најмање једном у животу код особа старијих од 70 година. БППВ је механички поремећај у којем промена положаја главе узрокује абнормалну стимулацију једног полукружног канала у унутрашњем уву.

## Епидемиологија
У домовима здравља највећи број пацијената са вртоглавицом имају бенингну пароксизмалну позициону вртоглавицу (БППВ), акутни вестибуларни неуронитис или лавиринтитис (при чему термине акутни вестибуларни неуритис и лавиринтитис треба међусобно разликовати), Менијерову болест, мигрену и анксиозне поремећаје. Остали разлози укључују алкохолизам, кокаинску интоксикацију, примену лекова (аминогликозиди, антиепилептици, барбитурати, антидепресиви, седативи, хипнотици-антихипертензиви, диуретици-фуросемид, нитроглицерин, кинин, салицилати), цереброваскуларне болести, мултиплу склерозу и унутарлобањске неоплазме.
Учесталост
На глобалном нивоу учесталост БППВ је различита:
- У САД она износи 64 случајева на 100.000 становника годишње (на основу конзервативне процене).[3]
- У Јапану њена учесталост је мања и износи 11 случајева на 100.000 становника годишње, према једној студији у којој је број пацијента рачунат  само ако је пацијент прегледан од субспецијалиста или у референтном центру.

Морталитет/морбидитет
БППВ је као што јој и сам назив каће бенигни периферни облик вртоглавице и према томе доброћудни облик болести.  Међутим, БППВ може озбиљно да делује онеспособљавајуће по пацијенте, умањујући му његову радну и животну способност.
Полне разлике
Жене су погођене БППВ два пута чешће него мушкарци.
Старост
БППВ, је генерално гледано, болест старијих људи, иако се може јавити у било ком узрасту. Неколико великих студија показује да је просечна старост пацијената на почетку болестии 50 година. 
Код младих пацијената постоји већа вероватноћа да је поремећај узрокован лавиринтитисом (повезаним са губитком слуха) или вестибуларним неуронитисом (са нормалним слухом).

## Етиологија
Према досадашњим сазнањима етиологија бенигне пароксизмалне позиционе вртоглавице тумачи се крхотинама отолита које слободно плутају у ендолимфи семициркуларног канала. Такво стање назива се каналолитијаза. Одвајањем кристалића (ушног камења) отолита са утрикулуса или сакулуса настају крхотине које се спајају у једну већу слободно плутајућу агломерацију. С обзиром да је та структура тежа од ендолимфе, она мења свој положај у семициркуларним каналима онако како пацијент помера своју главу. Најчешће је захваћен постериорни (п-БППВ), а ређе хоризонтални семициркуларним канал (х-БППВ).
Као последица каналолитијазе, настајугрешке у перцепцји. Наиме мозак прима неусклађене поруке које су другојачије од оних које о покрету у мозак долазе од други чулни системи. То резултује конфликтом информација у мозгу, или „вестибуларном неусклађеношћу” која узрокује вртоглавицу. 
Склоност настанку каналолитијазе расте са годинама, међутим и други фактори повећавају ризик за одвајање отолита, као што су траума главе, упала у подручју средњег или унутрашњег уха, Мениерова болест и мигрена због чега је појава БППВ-а могућа и у склопу клиничке слике наведених поремећаја.

## Клиничка слика
У клиничкој слици код болесника доминирају ротаторне вртоглавице које се јављају:
- при окретању на један или други бок током лежања,

- при погледу према горе или доле,

- након устајању из лежећег положаја.

Илузије ротације су краткотрајне (не дуже од 30 секунди), и праћене су мучнином или повраћањем, и престанком симптома у стању мировања.
Због избегавања провокације наведених симптома покретом, болесници често несвесно коче вратне мишиће како би спречили појаву вртоглавице. Временом због замора мишића врата јавља се мишићни бол. Ови болови у врату не тако често су узрок великог броја нетачних дијагноза, којима се симптоме БППВ-а тумаче дегенеративним променама у вратној кичми, или као последица слабе циркулације. Концепт који претпоставља како кичмени стуб у неком положају врши притисак на вертебралне (кичмене) артерије узрокујући хипоперфузију у задњој можданој циркулацији напуштен је седамдесетих година прошлог века, мада се и даље од стране појединих лекара врши непотребна обрада и медикаментнолечења болеснике у овом смислу.

## Дијагноза
Дијагноза се поставља на основу типичне анамнезе у којој болесник наводи типичне факторе ризика. 
Дијагноза се у већини случајева потврђује провокацијским Дикс-Халлпикеовим маневром. Болесник прво седи на кревету за преглед са главом окренутом 45 степени у страну. Потом се брзо поставља у лежећи положај на леђа тако да му је глава и даље окренуту у страну и потом забацује још 30 степени ниже од нивоа кревета. Типични знак је да се, након паузе од 1-2 секунде јавља вртоглавица са хоризонталним ротаторним нистагмус који траје до 60 секунди

## Диференцијална дијагноза
- Алкохолом (етанолом) изазване неуропатија
- Тромбоза базиларне артерије
- Мождани глиом
- Мождана крварења
- Дисекциони синдром
- Мултиформни глиобластом
- Унутарлобањске хеморагије (крварења)
- Лакунарни синдром
- Менијерова болест
- Менингиом
- Мигрена и њене варијенате
- Мултипла склероза
- Синкопа
- Хируршке васкуларне артериовенске малформације

## Терапија
Лекови се не препоручују за третман бенигне пароксизмалне позиционе вртоглавице, јер се код ње сам пропратни нистагмус разликују се од централног положајног нистагмуса узрокованог оштећењем ткива, око четврте мождане коморе по латенцији, заморљивости, несталности и навикавању.
У том смисли треба правити разлику између позиционог вертига и позиционирајућег вертига, позиционирајући је узрокован покретима главе, а не њеним положајем и карактеристичан је за све централне или периферне вестибулопатије. 
Болесницима се у терапији саветује да избегавају брзе покрете главе да би ублажили вртоглавицу, применом вежби навикавања. Данас се у пракси примењују две врсте вежби; Брант-Дарофова и Еплијев маневар. 
Брант-Дарофова вежба
Једна од најчешће примењиваних вежби, уведена 80-тих година 20. века је Брант-Дарофова специфична репетитивна позициона метода вежбања, која се заснива на хипотези купулолитијазе.
Вежбе треба изводити најмање у шест понављања маневра, три пута дневно. У току вежбе очи требају бити затворене ради редукције вртоглавице. На почетку маневра болесник седи на кревету са главом окренутом на једну страну за 45 степени. Потом брзо заузима лежећи положај на супротну страну са главом окренутом и даље тако да предео иза ува додирне кревет (у овом и сваком следећем положају пацијент треба остати око 30 секунди), и  затим се усправља. У другом акту пацијент нагло леже на другу страну после ротације главе за 45 степени у супротном смеру, и поново се усправња.
Еплијев маневар
У овом маневру у коме се изводе специфични покрети главе по одређеном редоследу постиже се елиминација ушног камења у утрикулус. Након тога изостаје стимулације ампуларних криста полукружних каналижа приликом промене положаја главе. 
Став да пацијенти треба да држе главу усправно 24 часа после поступака репозиције каналита да би се спречило враћање калцијумских депозита у семициркуларне канале, није опште прихваћен.

### Успешност терапије
Стопе успешне резолуције позиционих симптома крећу се између 80 и 95%, после првог маневра, и 100% наон поновљеног третманима. Након третмана део пацијента може доживљавати нејасну дезоријентацију 2-3 дана након третмана
Дугорочни ефекти процедура репозиције канала код пацијената са БППВ (стопе рекурентности) до данас нису довољно проучене.

### Контраиндикације
Контраиндикације за поступак репозиционирања каналита укључују;
- изразиту стенозу каротидних артрерија,
- нестабилну болест срца,
- тешко обољење врата (као што је цервикална спондилоза са мијелопатијом).